# Andrew Gemmell
Andrew Gemmell (Columbia (Maryland)), 20 februari 1991) is een Amerikaanse voormalig zwemmer. Gemmell won goud op de 400 meter wisselslag tijdens de Wereldkampioenschappen zwemmen jeugd 2008 in Monterrey, Mexico.

## Carrière
Bij zijn internationale debuut, op de wereldkampioenschappen openwaterzwemmen 2009 in Rome, sleepte Gemmell de zilveren medaille in de wacht op de 10 kilometer openwater en eindigde hij als vijfde op de 5 kilometer openwater. 
In Irvine nam de Amerikaan deel aan de Pan Pacific kampioenschappen zwemmen 2010, op dit toernooi eindigde hij als vijfde op de 1500 meter vrije slag en als elfde op de 400 meter wisselslag.
Op de wereldkampioenschappen openwaterzwemmen 2011 in Shanghai eindigde Gemmell als vijfde op de 5 kilometer, samen met Sean Ryan en Ashley Twichell veroverde hij de gouden medaille in de landenwedstrijd.

## Internationale toernooien
| Jaar | Olympische Spelen   | WK langebaan WK openwater        | WK kortebaan  | PanPacs                                                  | Pan-Ams          |
| ---- | ------------------- | -------------------------------- | ------------- | -------------------------------------------------------- | ---------------- |
| 2009 |                     | 5e 5 kilometer · 10 kilometer    |               |                                                          |                  |
| 2010 |                     | geen deelname                    | geen deelname | 5e 1500m vrije slag 11e 400m wisselslag DNF 10 kilometer |                  |
| 2011 |                     | 5e 5 kilometer · Landenwedstrijd |               |                                                          | geen deelname    |
| 2012 | 9e 1500m vrije slag |                                  |               |                                                          |                  |
| 2013 |                     | geen deelname                    |               |                                                          |                  |
| 2014 |                     |                                  | geen deelname | 9e 1500m vrije slag                                      |                  |
| 2015 |                     | geen deelname'                   |               |                                                          | 1500m vrije slag |
| 2016 | geen deelname'      |                                  | geen deelname |                                                          |                  |

## Persoonlijke records

### Langebaan
| Afstand          | Tijd     | Datum           | Plaats       |
| ---------------- | -------- | --------------- | ------------ |
| 400m vrije slag  | 03.52,24 | 2 augustus 2011 | Stanford     |
| 800m vrije slag  | 07.57,83 | 29 juni 2013    | Indianapolis |
| 1500m vrije slag | 14.52,19 | 2 juli 2012     | Omaha        |
| 400m wisselslag  | 04.16,07 | 25 juni 2012    | Omaha        |